# Tênis de mesa nos Jogos Asiáticos de 2022
O tênis de mesa nos Jogos Asiáticos de 2022 foi realizado no Ginásio do Gongshu Canal Sports Park [en], na cidade de Hangzhou, na China, entre os dias 22 de setembro a 2 de outubro de 2023.
A China continuou a dominar o tênis de mesa nos jogos asiáticos, conquistando seis das sete medalhas de ouro. Somente a vitória da Coreia do Sul nas duplas femininas impediu que a China conquistasse todas as medalhas de ouro oferecidas.

## Cronograma
| P | Rodadas preliminares | ¼ | Quartas de final | ½ | Semifinais | F | Final |

| Evento↓/Data →    | 22 Sex | 23 Sáb | 24 Dom | 24 Dom | 25 Seg | 26 Ter | 27 Qua | 28 Qui | 28 Qui | 29 Sex | 30 Sáb | 1 Dom | 1 Dom | 2 Seg | 2 Seg |
| ----------------- | ------ | ------ | ------ | ------ | ------ | ------ | ------ | ------ | ------ | ------ | ------ | ----- | ----- | ----- | ----- |
| Simples masculino |        |        |        |        |        |        | P      | P      | P      | P      | ¼      |       |       | ½     | F     |
| Duplas masculinas |        |        |        |        |        |        | P      | P      | P      | P      | ¼      | ½     | F     |       |       |
| Equipe masculina  | P      | P      | P      | ¼      | ½      | F      |        |        |        |        |        |       |       |       |       |
| Simples feminino  |        |        |        |        |        |        | P      | P      | P      | P      | ¼      | ½     | F     |       |       |
| Duplas femininas  |        |        |        |        |        |        |        | P      | P      | P      | ¼      |       |       | ½     | F     |
| Equipe feminina   | P      | P      | P      | ¼      | ½      | F      |        |        |        |        |        |       |       |       |       |
| Duplas mistas     |        |        |        |        | P      |        | P      | P      | ¼      | ½      | F      |       |       |       |       |

## Medalhistas
| Evento                     | Ouro                                                                 | Prata                                                                                | Bronze |
| -------------------------- | -------------------------------------------------------------------- | ------------------------------------------------------------------------------------ | --- |
| Simples masculino detalhes | CHN China Wang Chuqin                                                | CHN China Fan Zhendong                                                               | KOR Coreia do Sul Jang Woo-jin                                                                                    |
| Simples masculino detalhes | CHN China Wang Chuqin                                                | CHN China Fan Zhendong                                                               | HKG Hong Kong Wong Chun Ting                                                                                      |
| Duplas masculinas detalhes | CHN China Fan Zhendong Wang Chuqin                                   | KOR Coreia do Sul Jang Woo-jin Lim Jong-hoon                                         | TPE Taipé Chinês Chuang Chih-yuan Lin Yun-ju                                                                      |
| Duplas masculinas detalhes | CHN China Fan Zhendong Wang Chuqin                                   | KOR Coreia do Sul Jang Woo-jin Lim Jong-hoon                                         | IRI Irã Nima Alamian Noshad Alamian                                                                               |
| Equipe masculina detalhes  | CHN China Fan Zhendong Liang Jingkun Lin Gaoyuan Ma Long Wang Chuqin | KOR Coreia do Sul An Jae-hyun Jang Woo-jin Lim Jong-hoon Oh Jun-sung Park Gang-hyeon | TPE Taipé Chinês Chuang Chih-yuan Huang Yan-cheng Liao Cheng-ting Lin Yun-ju Peng Wang-wei                        |
| Equipe masculina detalhes  | CHN China Fan Zhendong Liang Jingkun Lin Gaoyuan Ma Long Wang Chuqin | KOR Coreia do Sul An Jae-hyun Jang Woo-jin Lim Jong-hoon Oh Jun-sung Park Gang-hyeon | IRI Irã Nima Alamian Noshad Alamian Amir Hossein Hodaei                                                           |
| Simples feminino detalhes  | CHN China Sun Yingsha                                                | JPN Japão Hina Hayata                                                                | KOR Coreia do Sul Shin Yu-bin                                                                                     |
| Simples feminino detalhes  | CHN China Sun Yingsha                                                | JPN Japão Hina Hayata                                                                | CHN China Wang Yidi                                                                                               |
| Duplas femininas detalhes  | KOR Coreia do Sul Jeon Ji-hee Shin Yu-bin                            | PRK Coreia do Norte Cha Su-yong Pak Su-gyong                                         | JPN Japão Miwa Harimoto Miyuu Kihara                                                                              |
| Duplas femininas detalhes  | KOR Coreia do Sul Jeon Ji-hee Shin Yu-bin                            | PRK Coreia do Norte Cha Su-yong Pak Su-gyong                                         | IND Índia Sutirtha Mukherjee Ayhika Mukherjee                                                                     |
| Equipe feminina detalhes   | CHN China Chen Meng Chen Xingtong Sun Yingsha Wang Manyu Wang Yidi   | JPN Japão Miwa Harimoto Hina Hayata Miu Hirano Miyuu Kihara Miyu Nagasaki            | THA Tailândia Wanwisa Aueawiriyayothin Tamolwan Khetkhuan Orawan Paranang Jinnipa Sawettabut Suthasini Sawettabut |
| Equipe feminina detalhes   | CHN China Chen Meng Chen Xingtong Sun Yingsha Wang Manyu Wang Yidi   | JPN Japão Miwa Harimoto Hina Hayata Miu Hirano Miyuu Kihara Miyu Nagasaki            | KOR Coreia do Sul Jeon Ji-hee Lee Eun-hye Shin Yu-bin Suh Hyo-won Yang Ha-eun                                     |
| Duplas mistas detalhes     | CHN China Wang Chuqin Sun Yingsha                                    | CHN China Lin Gaoyuan Wang Yidi                                                      | KOR Coreia do Sul Lim Jong-hoon Shin Yu-bin                                                                       |
| Duplas mistas detalhes     | CHN China Wang Chuqin Sun Yingsha                                    | CHN China Lin Gaoyuan Wang Yidi                                                      | KOR Coreia do Sul Jang Woo-jin Jeon Ji-hee                                                                        |

## Nações participantes
Um total de 174 atletas de 24 países competiram no tênis de mesa nos Jogos Asiáticos de 2022:
- BRN Bahrein (8)
- CHN China (10)
- TPE Taipé Chinês (10)
- HKG Hong Kong (10)
- IND Índia (10)
- IRI Irã (4)
- JPN Japão (10)
- KAZ Cazaquistão (8)
- LBN Líbano (2)
- MAC Macau (9)
- MDV Maldivas (7)
- MGL Mongólia (10)
- NEP Nepal (6)
- PRK Coreia do Norte (8)
- PAK Paquistão (5)
- QAT Catar (2)
- KSA Arábia Saudita (5)
- SGP Singapura (10)
- KOR Coreia do Sul (10)
- TJK Tajiquistão (4)
- THA Tailândia (10)
- UZB Uzbequistão (3)
- VIE Vietnã (10)
- YEM Iêmen (3)

## Lista de medalhas
| Pos.               | País                  | Ouro | Prata | Bronze | Total |
| ------------------ | --------------------- | ---- | ----- | ------ | ----- |
| 1                  | China (CHN)           | 6    | 2     | 1      | 9     |
| 2                  | Coreia do Sul (KOR)   | 1    | 2     | 5      | 8     |
| 3                  | Japão (JPN)           | 0    | 2     | 1      | 3     |
| 4                  | Coreia do Norte (PRK) | 0    | 1     | 0      | 1     |
| 5                  | Irã (IRI)             | 0    | 0     | 2      | 2     |
| 5                  | Taipé Chinês (TPE)    | 0    | 0     | 2      | 2     |
| 7                  | Hong Kong (HKG)       | 0    | 0     | 1      | 1     |
| 7                  | Tailândia (THA)       | 0    | 0     | 1      | 1     |
| 7                  | Índia (IND)           | 0    | 0     | 1      | 1     |
| Total (9 entradas) | Total (9 entradas)    | 7    | 7     | 14     | 28    |